# Resurrection Through Carnage
Resurrection Through Carnage — второй релиз и первый полноформатный альбом группы Bloodbath, вышедший в 2002 году.
Материал для Resurrection Through Carnage записан зимой-весной 2002-го на «The Room & Hellfactory Studios» и издан в том же году. В музыкальном плане материал на диске представляет собой всё тот же шведский дэт-метал, брутальный и мелодичный, но теперь с более жестким звучанием, появился бласт-бит, свойственный для жанра, гитарный саунд стал немного тяжелее. Схожесть по звучанию с британцами Napalm Death, образца 90-х, ещё остается, но теперь звучание больше тяготеет к стилю таких групп, как Dismember, Entombed, а также с группой — Edge Of Sanity. Песни на альбоме отличаются друг от друга в основном наличием и отсутствием бласт-бита и гитарных соло. Над оформлением дизайна буклета работал на этот раз Тревис Смит.
Записан он в том же составе, что и первый EP Breeding Death и издан на лейбле Century Media в формате CD. Переиздан в 2005-м ограниченным тиражом в 500 экземпляров на виниле (LP). Также переиздан в октябре 2008-го на том же лейбле и тем же самым оформлением с чёрным диском.

## Список композиций
Все песни написаны Bloodbath.
| №   | Название             | Длительность |
| --- | -------------------- | ------------ |
| 1.  | «Ways To The Grave»  | 4:09         |
| 2.  | «So You Die»         | 3:19         |
| 3.  | «Mass Strangulation» | 3:32         |
| 4.  | «Death Delirium»     | 5:06         |
| 5.  | «Buried By The Dead» | 3:14         |
| 6.  | «The Soulcollector»  | 3:38         |
| 7.  | «Bathe In Blood»     | 4:12         |
| 8.  | «Trail of Insects»   | 4:36         |
| 9.  | «Like Fire»          | 4:35         |
| 10. | «Cry My Name»        | 4:41         |

## Участники записи
- Микаэль Окерфельдт — вокал
- Йонас Ренксе — бас, бэк-вокал
- Андерс Нюстрём — гитара, бэк-вокал
- Дан Сванё — ударные, бэк-вокал